# La Fontfreda (Espluga de Serra)
La Fontfreda és un paratge del terme municipal de Tremp, del Pallars Jussà, dins de l'antic terme ribagorçà d'Espluga de Serra.
Està situada al nord-est del poble d'Espluga de Serra, al capdamunt de la carena que des de la Serra de l'Estall davalla cap a ponent, i acull els pobles de Torogó, la Torre de Tamúrcia i els Masos de Tamúrcia. És també al sud-oest de Comalofar.